# El Rey de Najayo
El Rey de Najayo es una película dominicana estrenada el 1 de marzo del 2012 para la República Dominicana y el 13 de marzo del 2015 para los Estados Unidos, fue dirigida por Fernando Báez Mella y protagonizada por Manny Pérez y Luz García.
La película tuvo un costo de realización de $460 mil dólares, y fue el proyecto 001 de la ley de cine dominicana.
Se rodó en la cárcel de Najayo, con recreaciones en el instituto escuela, y en las carreteras de Samaná y Barahona.
El guion fue un trabajo conjunto entre Franklin Soto y Fernando Báez. 

## Argumento
La película narra la historia de Julián López un niño que ve morir a su padre a manos de las autoridades locales, los cuáles este les entregó un paquete que encontró casualmente en el mar, justamente cuando pescaba, a causa de esto Julián decide tomar venganza y se convierte en un gran capo dentro de la sociedad dominicana, Julián a pesar de ser encarcelado sigue manejando el crimen desde la cárcel y hace pagar con la misma moneda a los asesinos de su padre.

## Reparto
| Actor              | Personaje       |
| ------------------ | --------------- |
| Manny Pérez        | Julián López    |
| Luz García         | Laura           |
| Sergio Carlo       | Tito            |
| Vladimir Acevedo   | Rufino          |
| Juan María Almonte | Comandante Ubri |
| Laura García Godoy | La Flaca        |
| Omar Ramírez       | Don Pablo       |
| Oscar Carrasquillo | La Brasa        |
| Giovanny Cruz      | Coronel García  |
| Rafael Estefan     | General Imbert  |